# جيمس ويلسون (لاعب دارت)
جيمس ويلسون (بالإنجليزية: James Wilson)‏ هو لاعب دارت بريطاني، ولد في 25 فبراير 1972 في هدرسفيلد في المملكة المتحدة.

## وصلات خارجية
- جيمس ويلسون على موقع DartsDatabase.co.uk (الإنجليزية)